# Санді-Голлоу-Ескондідас (Техас)
Санді-Голлоу-Ескондідас (англ. Sandy Hollow-Escondidas) — переписна місцевість (CDP) в США, в окрузі Нюесес штату Техас. Населення — 342 особи (2020).

## Географія
Санді-Голлоу-Ескондідас розташоване за координатами 27°55′48″ пн. ш. 97°47′33″ зх. д. / 27.93000° пн. ш. 97.79250° зх. д. (27.929973, -97.792450).  За даними Бюро перепису населення США в 2010 році переписна місцевість мала площу 20,89 км², з яких 20,40 км² — суходіл та 0,49 км² — водойми.

## Демографія
Згідно з переписом 2010 року, у переписній місцевості мешкало 296 осіб у 102 домогосподарствах у складі 70 родин. Густота населення становила 14 осіб/км².  Було 155 помешкань (7/км²).
Расовий склад населення:
| - 88,9 % — білих - 2,0 % — чорних або афроамериканців - 0,7 % — корінних американців - 8,1 % — осіб інших рас |

До двох чи більше рас належало 0,3 %. Частка іспаномовних становила 59,5 % від усіх жителів.
За віковим діапазоном населення розподілялося таким чином: 22,6 % — особи молодші 18 років, 62,2 % — особи у віці 18—64 років, 15,2 % — особи у віці 65 років та старші. Медіана віку мешканця становила 43,5 року. На 100 осіб жіночої статі у переписній місцевості припадало 108,5 чоловіків;  на 100 жінок у віці від 18 років та старших — 99,1 чоловіків також старших 18 років.
Середній дохід на одне домашнє господарство  становив 68 375 доларів США (медіана — 54 964), а середній дохід на одну сім'ю — 65 718 доларів (медіана — 54 536). За межею бідності перебувало 15,1 % осіб, у тому числі 29,3 % дітей у віці до 18 років та 0,0 % осіб у віці 65 років та старших.
Цивільне працевлаштоване населення становило 238 осіб. Основні галузі зайнятості: виробництво — 25,2 %, роздрібна торгівля — 22,3 %, освіта, охорона здоров'я та соціальна допомога — 18,9 %.